# بناهای تاریخی شهر باستانی نارا
بناهای تاریخی شهر باستانی نارا، مجموعه دیدنی شامل هشت مکان تاریخی در شهر نارا کشور ژاپن است. شهر نارا پایتخت باستانی کشور ژاپن است. آثار این منطقه به سال ۱۹۹۸ میلادی در میراث جهانی یونسکو ثبت شده و عبارتند از: معابد پنجگانه بودائی‌ها، یک زیارتگاه شینتو، یک کاخ و جنگل باستانی است. تمام این مجموعه شامل ۲۶ ساختمان است که دولت ژاپن به عنوان گنیجنه ملی به ثبت رسانده است. در این بین، کاخ باستانی به عنوان یک مجموعه تاریخی، جنگلKasugayama Primeval به عنوان یک اثر طبیعی خاص و الباقی آثار به عنوان ویژگی‌های مهم فرهنگی به ثبت رسیدند.

## موقعیت و اهمیت
نارا در زبان ژاپنی کهن به معنای «تخت ساخته شده» می‌باشد؛ مجموعه تاریخی نارا در شهر نارا، پایتخت باستانی و پایتخت جنوبی ژاپن و مرکز استان نارا می‌باشد که در ناحیه کانسای و در شمال استان نارا درست در مرز استان کیوتو قرار گرفته است. در نهایت در سال ۷۸۴ میلادی پایتخت ژاپن به هِی آن کیو انتقال داده شد. پس از انتقال پایتخت از نارا و متروکه شدن شهر، معابد و ویرانه‌های باستانی این شهر، آن را به یکی از شهرهای مهم گردشگری ژاپن تبدیل کرد. وجود مجسمه بزرگ و برنزی بودای دایبوتسو (به انگلیسی: Daibutsu) که از سال ۷۴۹ پس از میلاد در شهر نارا قرار گرفته است و بزرگترین سالن چوبی دنیا، یکی از دلایل اهمیت بسیار زیاد این منطقه برای بازدیدکنندگان به حساب می‌آید. مساحت این مجموعه ۳۱٫۱۸ کیلومتر مربع است. پس از آنکه در ۲ دسامبر ۱۹۹۸ جلسه‌ای درباره اهمیت این مناطق در کیوتو برگزار شد، این مناطق در آثار جهانی یونسکو ثبت گردید. این مجموعه آثار، نهمین میراث جهانی و هفتمین میراث فرهنگی یونسکو در ژاپن محسوب می‌شود. در هنگام ثبت، مناقشاتی درباره ثبت جنگل باستانی Kasugayama پیش آمد و در نهایت این جنگل به ضمیمه معبد کاساگا یک مجموعه در نظر گرفته و به عنوان یک اثر فرهنگی دسته‌بندی شد. با این حساب به طور رسمی، هفت مورد از آثار موجود در نارا ثبت یونسکو شده‌اند.

## اسامی
اسامی هشت اثر تاریخی موجود در شهر نارا، به شرح زیر است:
- معبد کاسوگای نارا
- معبد تودای‌جی
- معبد توشودای‌جی
- معبد سایدای‌جی
- معبد گانگوجی
- معبد یاکوشی‌جی
- معبد کوفوکوجی
- کاخ هِیجو
- جنگل Kasugayama Primeval

علاوه بر فضاهای مذکور، شهر نارا شامل مجموعه‌های تاریخی و فرهنگی دیگری نیز می‌باشد، از جمله:
- مقبره گوساشی
- مقبره Saki Ishidukayama
- مقبره Saki Misasakiyama
- مقبره Hishiage Tomb
- مقبره Konabe
- مقبره Uwanabe
- مقبره Horaisan Tomb
- کوه یوشینو
- کوفون ایشی‌بوتای
- نارا ماچی
- معبد شین یاکوشی
- معبد دایان جی
- معبد اِنجو جی
- معبد ریوسن جی
- زیارتگاه هیمورو
- زیارتگاه Kasuga
- زیارتگاه Tamukeyama Hachiman
- پارک نارا و آهوها